# Lisburn Distillery FC
Lisburn Distillery Football Club je severoirský fotbalový klub. Založen byl roku 1880 jako Distillery FC. Původně sídlil v Belfastu, na Distillery Street, po níž získal své jméno. Roku 1999 přesídlil do města nedaleko Belfastu, do Lisburnu a přidal si jeho jméno do názvu. Klub sehrál významnou úlohu především v počátcích severoirské kopané, zlatou éru prožíval na konci 19. a na počátku 20. století, renesanci prožil zejména v 60. a 70. letech. Šestkrát se stal mistrem Severního Irska (1895–96, 1898/99, 1900/01, 1902–03, 1905–06, 1962–63), dvanáctkrát vyhrál severoirský pohár (1884, 1885, 1886, 1889, 1894, 1896, 1903, 1905, 1910, 1925, 1956, 1971).